# تومسون فرنسيس ماسون
تومسون فرنسيس ماسون (بالإنجليزية: Thomson Francis Mason)‏ هو محامي وقاضي وسياسي أمريكي، ولد في 1785 في الولايات المتحدة، وتوفي في 21 ديسمبر 1838 في الإسكندرية في الولايات المتحدة.